# U-139 (1940)
U-139 — малая немецкая подводная лодка типа II-D для прибрежных вод, времён Второй мировой войны. Заводской номер 268.
Введена в строй 24 июля 1940 года. С 4 октября 1940 года была приписана к 21-й флотилии, 30 апреля 1941 года передана в 22-ю флотилию. Использовалась в учебных целях. Затоплена 2 мая 1945 года в Вильгельмсхафене, впоследствии поднята и разделана на металл.